# 2015년 두산 베어스 시즌
2015년 두산 베어스 시즌은 두산 베어스가 KBO 리그에 참가한 17번째 시즌으로, OB 베어스 시절까지 합치면 34번째 시즌이다. 김태형 감독이 팀을 이끈 1번째 시즌이며, 오재원이 주장을 맡았다. 팀은 정규 시즌 3위에 오르며 포스트시즌에 진출했고, 넥센 히어로즈, NC 다이노스, 삼성 라이온즈를 잇달아 꺾고 최종 순위 1위로 창단 4번째 한국시리즈 우승을 달성했다.

## 타이틀
- 성구회 헌액: 홍성흔
- 프리미어 12 MVP: 김현수
- 프리미어 12 올월드팀: 김현수 (외야수)
- 프리미어 12 금메달: 장원준, 이현승, 양의지, 허경민, 오재원, 김재호, 민병헌, 김현수
- 노히트노런: 마야 (12호)
- KBO 골든글러브: 양의지 (포수), 김재호 (유격수), 김현수 (외야수)
- KBO 골든포토상: 유희관
- 최동원 상: 유희관
- 일구상 의지노력상: 허경민
- 일구상 프로지도자상: 김태형
- 조아제약 프로야구대상 대상: 김현수
- 조아제약 프로야구대상 프로감독상: 김태형
- 조아제약 프로야구대상 프런트상: 두산 베어스 프런트
- 플레이어스 초이스 어워드 기량발전선수상: 허경민
- 플레이어스 초이스 어워드 알리안츠특별상: 모든 프로야구 선수들
- 카스포인트 어워즈 구단 베스트 플레이어: 김현수
- 카스포인트 어워즈 최우수 감독상: 김태형
- 한국시리즈 MVP: 정수빈
- 플레이오프 MVP: 니퍼트
- 준플레이오프 MVP: 이현승
- 포브스 구단가치 평가 1위: 두산 베어스 (1539억)
- 3월 한국갤럽 선정 가장 좋아하는 국내 프로야구 선수: 홍성흔 (6위), 김현수 (8위)
- 올스타전 우수투수상: 유희관
- 올스타 선발: 김현수 (외야수), 민병헌 (외야수)
- 올스타전 추천선수: 유희관, 양의지, 김재호
- SPORTS KU 선정 고려대학교 올스타 라인업: 김동주 (3루수)
- 컴투스프로야구 두산 베어스 베스트 라인업: 유희관 (2선발)
- 컴투스프로야구매니저 에이스 카드: 박명환 (우완 선발투수), 유희관 (좌완 선발투수), 이재우 (중계투수), 진필중 (마무리투수), 홍성흔 (포수), 우즈 (1루수), 안경현 (2루수), 김민호 (유격수), 김동주 (3루수), 김현수 (외야수)
- 컴투스프로야구 주요 FA 라인업: 장원준 (선발투수)
- 컴투스프로야구 선정 메이저리거 라인업: 김현수
- 3루타: 정수빈 (7)
- 사구: 양의지 (24)
- 고의4구: 김현수 (12)
- 희생플라이: 김현수 (9)
- BB/K: 김현수 (1.60)
- 선발 GSC: 마야 (4월 9일 넥센전, 92)

### 퓨처스리그
- 아시아 윈터 베이스볼 리그 3위: 문진제
- 플레이어스 초이스 어워드 퓨처스리그 우수선수상: 서두원
- 퓨처스 올스타: 서두원, 장승현, 류지혁, 김경호
- 출장(투수): 서두원 (52)
- 북부리그 3루타: 김경호 (8)
- 북부리그 도루: 류지혁 (30)
- 북부리그 홀드: 김명성 (8)

## 선수단
- 선발투수: 유희관, 장원준, 허준혁, 니퍼트, 스와잭, 마야
- 구원투수: 함덕주, 이현호, 오현택, 윤명준, 김강률, 남경호, 노경은, 이용호, 박소준, 조승수, 변시원, 김수완, 장민익, 양현, 이재우, 이원재, 김명성, 진야곱
- 마무리투수: 이현승, 오장훈
- 포수: 양의지, 최재훈
- 1루수: 오재일, 로메로, 김재환, 고영민, 김진형
- 2루수: 오재원
- 유격수: 김재호, 류지혁
- 3루수: 허경민, 최주환, 양종민, 최영진, 루츠
- 좌익수: 김현수, 정진호, 장민석
- 중견수: 정수빈
- 우익수: 민병헌, 박건우, 국해성
- 지명타자: 홍성흔, 김응민, 유민상

## 특이 사항
- 남경호는 KBO 시범 경기에서 박용택을 고의 4구로 출루시켜 2015년 이후 처음으로 KBO 시범 경기에서 고의 4구를 내준 투수가 되었다.
- 오장훈은 후반기 스트라이크 중 헛스윙 스트라이크 비율 62.5%, 스윙 대비 헛스윙 유도 비율 71.4%로 2013년 이후 KBO 리그 단일 시즌 후반기 최다 기록을 세웠다.
- 진야곱은 4번의 보크를 범해 역대 단일 시즌 최다 보크 타이 기록을 세웠다.
- 장원준은 2루 견제를 총 20번 시도하여 2013년 이후 KBO 리그에서 단일 시즌 최다 기록을 세웠다.
- 김재호는 이 시즌 14번의 희생번트 시도를 모두 성공시켰다.
- 최영진은 타석 당 9개의 공을 상대해 2013년 이후 KBO 리그 역대 단일 시즌 최다 기록을 세웠다.
- 민병헌은 체인지업 타율 0.533으로 2013년 이후 규정 타석 충족 타자 중 단일 시즌 최고 기록을 세웠다.
- 허경민은 야수 선택 3회로 2013년 이후 단일 시즌 내야수 최다 기록을 세웠다.
- 홍성흔은 박진만을 제치고 KBO 리그 역대 통산 포스트시즌 최다 출전 기록을 세웠다.
- 허경민은 포스트시즌에서 총 23안타를 쳐 KBO 리그 역대 단일 포스트시즌 최다 안타 기록을 세웠다.
- 민병헌은 포스트시즌에서 병살타 4개를 쳐 KBO 리그 역대 단일 포스트시즌 최다 병살타 기록을 세웠다.
- 니퍼트는 포스트시즌에서 총 23점의 득점지원을 받아 KBO 리그 역대 단일 포스트시즌 최다 득점지원을 받았다.
- 유희관은 포스트시즌에서 2루타 8개를 맞아 KBO 리그 역대 단일 포스트시즌 최다 피2루타 기록을 세웠다.
- 홍성흔은 KBO 포스트시즌 사상 처음으로 통산 100안타를 달성했다.
- 김명성은 이 시즌을 끝으로 은퇴하여 KBO 포스트시즌 사상 통산 최고 피출루율(1.000)을 기록한 투수가 되었다.
- 임태훈은 이 시즌을 끝으로 은퇴하여, KBO 리그 역대 주포지션이 투수였던 선수 중 통산 최고 BABIP(1.000) 기록을 세웠다.
- 김태형은 KBO 리그 사상 처음으로 선수와 감독으로 같은 팀에서 우승을 경험했다.

## 같이 보기
- 1995년 OB 베어스 시즌